# キャサリン・ヘルモンド
キャサリン・ヘルモンド（Katherine Helmond, 1929年7月5日 - 2019年2月23日）は、アメリカ合衆国の女優。

## 来歴
『お気に召すまま』で舞台デビューしたのち、1955年にニューヨークへ進出する。1962年にはテレビドラマに初出演するも、1970年代に至るまで日の目を見ることはなかった。
1973年、ユージン・オニール脚本の舞台『偉大なる神ブラウン』での演技が認められてトニー賞演劇助演女優賞にノミネートされる。1976年にアルフレッド・ヒッチコック監督の『ファミリー・プロット』で重要な脇役を演じたのち、1977年になるとABCのシットコム『SOAP/ソープ』の主役に起用され、計4シーズン85話にわたってお茶の間に笑いを振りまいた。
その後もシットコムを中心とするテレビドラマや映画で活躍を見せ、1980年代にはテリー・ギリアム監督の作品に続けて出演している。1996年から2004年にかけて出演したCBSのシットコム『HEY!レイモンド』では主人公の義母役を好演し、エミー賞コメディ部門ゲスト女優賞にもノミネートされた。2000年代以降はピクサーのアニメ映画『カーズ』シリーズにレギュラー出演するなど、声優としても活動していた。
2019年2月23日、アルツハイマー病の合併症によりロサンゼルスの自宅で没した。

## 出演作品

### 映画
| 公開年 | 邦題 原題                                                                          | 役名                     | 備考                                |
| ------ | ---------------------------------------------------------------------------------- | ------------------------ | ----------------------------------- |
| 1974   | ラリー 驚異の人間記録 Larry                                                        | モーリーン・ウィットン   | テレビ映画                          |
| 1974   | 探偵スヌープ姉妹/青ひげさんお気の毒! "The Snoop Sisters" A Black Day for Bluebeard | シシー・プライン         | テレビ映画                          |
| 1974   | ジェーン・ピットマン/ある黒人の生涯 The Autobiography of Miss Jane Pittman         | 妻                       | テレビ映画                          |
| 1974   | いなご軍団襲来/大自然の狂った日 Locusts                                            | クレア・フレッチャー     | テレビ映画                          |
| 1975   | ヒンデンブルグ The Hindenburg                                                      | ミルドレッド・ブレスロー |                                     |
| 1975   | リジー・ボーデン 奥様は殺人鬼 The Legend of Lizzie Borden                          | エマ・ボーデン           | テレビ映画 旧邦題『女死刑囚の秘密』 |
| 1976   | ファミリー・プロット Family Plot                                                   | マロニー夫人             |                                     |
| 1976   | 反逆のヒーロー/ジェームズ・ディーン James Dean: A Legend in His Own Time           | クレア・フォルジャー     | テレビ映画                          |
| 1976   | 続・明日に向って撃て! Wanted: The Sundance Woman                                   | マッティ・ライリー       | テレビ映画                          |
| 1979   | ヒッチハイク・ギャル/危険な17才 Diary of a Teenage Hitchhiker                      | イレイン・サーストン     |                                     |
| 1981   | バンデットQ Time Bandits                                                           | オーガ夫人               |                                     |
| 1985   | 未来世紀ブラジル Brazil                                                            | アイダ・ラウリー夫人     |                                     |
| 1985   | シェイディー Shadey                                                                | コンスタンス・ランドー   |                                     |
| 1987   | 潮風のいたずら Overboard                                                           | イーディス・ミンツ       |                                     |
| 1991   | リンカーン/アメリカを統一した男 The Perfect Tribute                                | 農婦                     | テレビ映画                          |
| 1993   | 夢で逢えたら Amore!                                                                | ミルドレッド・シュワルツ |                                     |
| 1995   | バックドア/告発白書 The Flight of the Dove                                         | パメラ・シリング博士     |                                     |
| 1995   | 新・クリスマス・キャロル Ms. Scrooge                                               | モード・マーリー         | テレビ映画                          |
| 2003   | ベートーベン5 Beethoven's 5th                                                      | コラ・ウィルケンズ       | オリジナルビデオ                    |
| 2006   | カーズ Cars                                                                        | リジー                   | 声の出演                            |
| 2011   | カーズ2 Cars 2                                                                     | リジー                   | 声の出演                            |
| 2017   | カーズ/クロスロード Cars 3                                                         | リジー                   | 声の出演                            |

### テレビシリーズ
| 放映年    | 邦題 原題                                                                                   | 役名                       | 備考                                                     |
| --------- | ------------------------------------------------------------------------------------------- | -------------------------- | -------------------------------------------------------- |
| 1977-1981 | SOAP/ソープ Soap                                                                            | ジェシカ・テート           | 88エピソード                                             |
| 1978      | 真珠湾 Pearl                                                                                | サリー・コルトン夫人       | ミニシリーズ 3エピソード                                 |
| 1982      | フェアリーテール・シアター Faerie Tale Theatre                                              | ジャックの母               | エピソード『ジャックと豆の木』                           |
| 1982      | 第三次世界大戦 World War III                                                                | ドロシー・ロングワース     | ミニシリーズ                                             |
| 1996-2004 | HEY!レイモンド Everybody Loves Raymond                                                      | ロイス・ウィーラン         | 14エピソード エミー賞コメディ部門ゲスト女優賞 ノミネート |
| 2010      | ザ・グレイズ 〜フロリダ殺人事件簿 The Glades                                                | エヴリン                   | 1エピソード                                              |
| 2010      | メル&ジョー 好きなのはあなたでしょ? Melissa & Joey                                          | ゲラー夫人                 | 1エピソード                                              |
| 2011      | トゥルーブラッド True Blood                                                                 | キャロライン・ベルフルール | 1エピソード                                              |
| 2011      | 続ハリーズ・ロー 裏通り法律事務所 Harry's Law                                               | ゴールド夫人               | 1エピソード                                              |
| 2012      | カーズトゥーン メーターの世界つくり話 Cars Toons: Mater's Tall Tales                        | リジー                     | 1エピソード                                              |
| 2014      | カーズトゥーン ラジエーター・スプリングスの仲間たち Cars Toons: Tales From Radiator Springs | リジー                     | 1エピソード                                              |